# حركات دينية يهودية

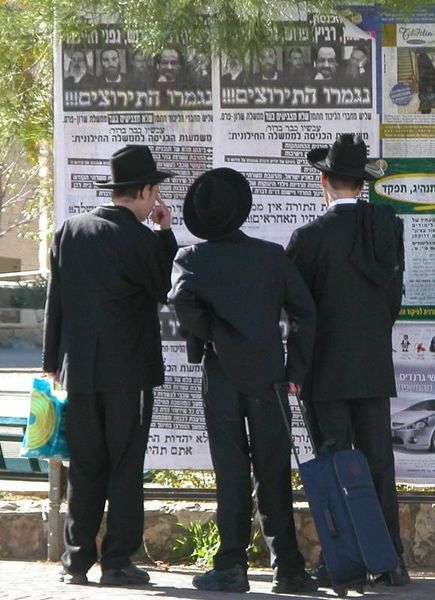

الحركات الدينية اليهودية أو الطوائف اليهودية أو الملل اليهودية أو المذاهب اليهودية تتضمن مجموعات مختلفة تطورت بين اليهود منذ قديم الزمن. التفرقة الرئيسية اليوم هي بين طوائف الأرثوذكس والمحافظين والإصلاحيين والبنائيين، مع وجود بضعة طوائف صغيرة إلى جوارها. هذه البنية الطائفية حاضرة بشكل رئيسي في الولايات المتحدة الأمريكية، أما في إسرائيل فتحدث التفرقة بين يهود الحريدية ويهود الصهيونية الدينية ويهود الماسورتية (التقليدية) ويهود الحيلوني (العلمانية).
تختلف الطوائف بآرائها تجاه العديد من القضايا. تتضمن هذه القضايا مدى الالتزام، ومنهجية تفسر وفهم الشريعة اليهودية، ودقة الكتب الدينية، ونقد النصوص الدينية، وطبيعة أو دور المسيح (أو عصر المسيح). هناك اختلافات بين هذه الطوائف في طريقة تأدية الصلاة، وخاصةً في اللغة التي تؤدى بها المراسم؛ إذ تؤكد الطوائف الأكثر تشددًا على العبرية. يحدث أكثر الانقسامات اللاهوتية حدةً بين اليهود الأرثوذكس وغير الأرثوذكس الذين ينتمون لمذاهب أخرى، حتى أن الطوائف غير الأرثوذكسية كلها يشار إليها أحيانًا باسم «المذاهب الليبرالية» أو «التيارات التقدمية».

## الاصطلاح
يرفض بعض اليهود إطلاق مصطلح طوائف للإشارة إلى المجموعات أو الاعتقادات المختلفة في اليهودية؛ محتجين بأن ذكر الطوائف له وقع خاص بالمسيحية لا يمكن ترجمته بدقة في السياق اليهودي، لكن السنوات الأخيرة شهدت تبني الكتاب السنوي اليهودي الأمريكي مصطلح «طائفة»، كما فعل العديد من الباحثين واللاهوتيين. من المصطلحات الأخرى التي يشيع استخدامها حركات، أفرع، اتجاهات، تيارات، أو حتى نكهات من اليهودية.
ترفض الطوائف اليهودية نفسها أن تصنف على أنها شِيَع. تعرف الشيع عادةً بأنها مجموعات دينية انقسمت عن الجسم الرئيسي، وهذا الانفصال يصبح عادةً غير قابل للإصلاح مع الزمن. في اليهودية، يحدث كثيرًا أن تبدل العوائل أو يبدل الأفراد توجهاتهم الدينية، ويتاح للأفراد الزواج من الآخرين، رغم اختلاف الطوائف الكبرى على تعريف من هو يهودي. ليس غريبًا على رجال الدين ومعلمي الدين اليهودي المتدربين في إحدى الطوائف اليهودية المتحررة أن يتوظفوا عند طائفة أخرى، ونظرًا لعدم وجود بديل، تدمج العديد من المجتمعات اليهودية الصغيرة عناصر من عدة حركات دينية للوصول إلى مستوى مقبول من الانتماء.
تتنوع العلاقات بين الحركات الدينية اليهودية؛ إذ تميزها أحيانًا علاقة تعاون بين الطائفتين خارج حدود الهلاخاه (الشريعة اليهودية)، وأحيانًا لا. تتعاون بعض الحركات أحيانًا بالاتحاد مع بعضها البعض عن طريق اتحاد المجتمعات وفي منظمات جامعية كمؤسسة هيلل. تختلف الطوائف اليهودية عن الأقسام اليهودية القومية (الإثنية) والحركات السياسية اليهودية، ولكنها غالبًا ما تكون مرتبطة بها.

## اليهودية والسامرية
يعتبر السامريون أنفسهم من السلالة المباشرة لقبيلتي إفرام وماناسه في شمال مملكة إسرائيل، اللتين غزتا بلاد آشور في عام 722 ق.م. يشير علم الجينات الحديث إلى احتمال وجود بعض المصداقية في كل من ادعاء السامريين وادعاء اليهود فيما يخص التلمود. تحفظ الكتابات السامرية نسخةً من التوراة معدلة بعض الشيء. تعود الإشارة التاريخية الأولى للسامريين إلى عصر النفي البابلي. وفق التلمود، يجب أن يعامَل السامريون معاملة اليهود في المسائل التي توافق فيها ممارساتهم الاتجاه السائد، أما فيما عدا ذلك فيجب معاملتهم كأنهم ليسوا يهودًا. تضاءل عدد السامريين ليشكلوا الآن مجتمعين بعدد إجمالي مكون من 700 فرد. أحد هذين المجتمعين في مدينة حولون الإسرائيلية، والآخر في نابلس في جبل جرزيم في الضفة الغربية.
يجب على السامريين اليوم أن يخضعوا لعملية انتقال رسمية للدين اليهودي كي يعتبروا يهودًا. من الأمثلة على ذلك الشخصية التلفزيونية الإسرائيلية صوفي تسيداكا التي تربت على كونها سامرية وتحولت إلى اليهودية بعمر 18 عامًا.

## الطوائف في حقبة الهيكل الثاني
قبل تدمير الهيكل الثاني في عام 70 للميلاد، انقسم يهود مقاطعة جودايا الرومانية إلى حركات عديدة، متناحرة أحيانًا فيما بينها: الفريسيون، والصدوقيون، والأسينيون، والزيلوت، وأخيرًا أوائل المسيحيين. تشهد العديد من المصادر التاريخية كيوسيفوس فلافيوس، والعهد الجديد، والأجزاء المسترجعة من مخطوطات البحر الميت على انقسامات اليهود في تلك الفترة. تؤكد الكتابات الحاخامية في الفترات اللاحقة، بما فيها التلمود، على هذه الانقسامات القديمة.
كانت الصراعات الداخلية الرئيسية في هذه الفترة بين الفريسيين والصدوقيين، بالإضافة إلى أوائل المسيحيين، وأيضًا بين الزيلوت والأسينيين. أراد الفريسيون المحافظة على السلطة وتقاليد التعاليم القديمة للتوراة وبدؤوا تعليم المشناه، محافظين على سلطة السنهدرين، المحكمة اليهودية العليا. وفق يوسيفوس، فإن الصدوقيين اختلفوا عن الفريسيين على عدد من الأسس التشريعية، ومن أهمها رفضهم أفكار الحياة بعد الموت. يبدو أنهم سيطروا على طبقة الأثرياء وعلى الهيكل، لكن تأثيرهم على العدد الأكبر من التعداد اليهودي كان محدودًا. كان الأسينيون يعظون بالزهد في الحياة. روج الزيلوت للثورة المسلحة ضد أي سلطة أجنبية كروما. كانوا جميعًا على خلاف عنيف مع بعضهم البعض، ما أدى إلى اضطراب وتفرقة انتهت بدمار الهيكل الثاني ونهب القدس من قبل روما. كان اليهود المسيحيون الأنصار الأوائل ليسوع. ضمن التفسير الثوري (الراديكالي) لشريعة موسى من قبل حواريي يسوع واعتقادهم بأنه ابن الرب، بالإضافة إلى كتابة العهد الجديد، أن المسيحية واليهودية سيصبحان دينين مختلفين.

## اليهودية الحاخامية
تطورت معظم التيارات اليهودية المعاصرة من الحركة الفريسية، التي أصبحت تعرف باسم اليهودية الحاخامية (بالعبرية: يهادوت رابانيت - יהדות רבנית) بإدخال التوراة الشفهية في المشناه. بعد تدمير الهيكل الثاني وثورة بار كوخبا اختفت الحركات الأخرة من السجل التاريخي، لكن الصدوقيين استمروا على الأرجح بالبقاء بشكل غير منظم لبضعة عقود أخرى على الأقل. ادعى باحث يدعى رودكينسون قبل قرن تقريبًا أن الصدوقيين غيروا اسمهم في النهاية وأنهم أنفسهم أولئك الذين يشار إليهم باسم القرائين وأبناء المقرا في التلمود.

## اليهودية غير الحاخامية
تستمر تقاليد القرائين في اليهودية القرائية، والتي بدأت في بدايات القرن التاسع حين نقل الحكماء اليهود غير الحاخاميين من أمثال بنيامين نهاوندي وأتباعهم رفْض القانون الشفوي الذي بدأه عنان بن داود إلى مستوى جديد بسعيهم للبحث عن المعنى الحرفي لنص التناخ. لا يقبل اليهود القراؤون سوى التناخ باعتباره من وحي الآلهة، غير معترفين بالسلطة التي ينسبها الحاخامات إلى الأعمال الحاخامية الأساسية كالتلمود والمدراش.

## الانقسامات القومية والثقافية
تطورت العديد من المجتمعات اليهودية بشكل منفصل، ويمكن التمييز بينها بالممارسات المختلفة في المسائل التي لا تعتبر أفكارًا أساسية في اليهودية كمبادئ الإيمان الثلاثة عشر عند اليهود التي وضعها موسى بن ميمون.
رغم وجود العديد من المجتمعات القومية اليهودية، فهناك العديد منها كبير بما يكفي ليعتبر «شائعًا». تشكل مجتمعات يهود الأشكناز 75% من عدد اليهود في العالم. يشكل اليهود المزراحيون والسفارديون القسم الأكبر من بقية اليهود، بنحو 20% من عدد اليهود في العالم. الخمسة بالمئة الباقية من اليهود مقسمة بين الكثير من المجموعات الصغيرة (كمجموعة بيتا إسرائيل من اليهود الإثيوبيين -أو الحبشيين- الذين يتبعون فرع الهيمانوت من اليهودية)، وبعض تلك المجموعات تكاد تنقرض نتيجة الاستيعاب الثقافي والتزاوج مع آخرين من ثقافات يهودية وغير يهودية محيطة.
كان للتنوير أثر كبير على الهوية اليهودية والأفكار عن أهمية دور اتباع اليهودية. بسبب التوزع الجغرافي في الكيانات الجيوسياسية المتأثرة بالتنوير، هذه الثورة الفلسفية أثرت بشكل أساسي على مجتمع الأشكناز فقط؛ ولكن بسبب سيطرة مجتمع الأشكناز على السياسة الإسرائيلية وعلى القيادات اليهودية حول العالم، كانت هذه الآثار مؤثرة على كل اليهود.